# Soufiane Haddi
Soufiane Haddi (2 de febrero de 1991) es un ciclista profesional marroquí.

## Palmarés
2013 (como amateur)
- Campeonato de Marruecos Contrarreloj
- 1 etapa de la Vuelta a Marruecos

2014
- 1 etapa del Tour de Singkarak
- Campeonato de Marruecos Contrarreloj
- 1 etapa del Sharjah Tour

2015
- 1 etapa del Tour de Egipto
- 1 etapa de la Vuelta a Marruecos
- Campeonato de Marruecos en Ruta
- Campeonato de Marruecos Contrarreloj
- Sharjah Tour, más 3 etapas[1]

2016
- Campeonato de Marruecos Contrarreloj
- 3.º en el Campeonato de Marruecos en Ruta
- 1 etapa del Tour de Costa de Marfil